# Disque intervertébral
Pour les articles homonymes, voir DIV.

Localisation des disques intervertébraux chez l'humain

Un disque intervertébral (DIV) ou fibrocartilage intervertébral est un cartilage qualifié de fibreux, qui se trouve entre presque toutes les vertèbres de la colonne vertébrale (sauf entre C1/C2). Chaque disque est formé d'un fibro-cartilage mixte (se rapprochant d'une symphyse), et permet un faible mouvement des vertèbres. Il agit aussi comme un ligament maintenant les vertèbres ensemble. Son rôle d'amortisseur des chocs est crucial et son altération physiologique explique les nombreuses pathologies du dos.
Les disques intervertébraux constituent environ 1/5 de la hauteur totale du rachis. Passé 75 ans, la hauteur des disques intervertébraux est divisée par deux, réduisant ainsi fortement les mouvements du rachis.

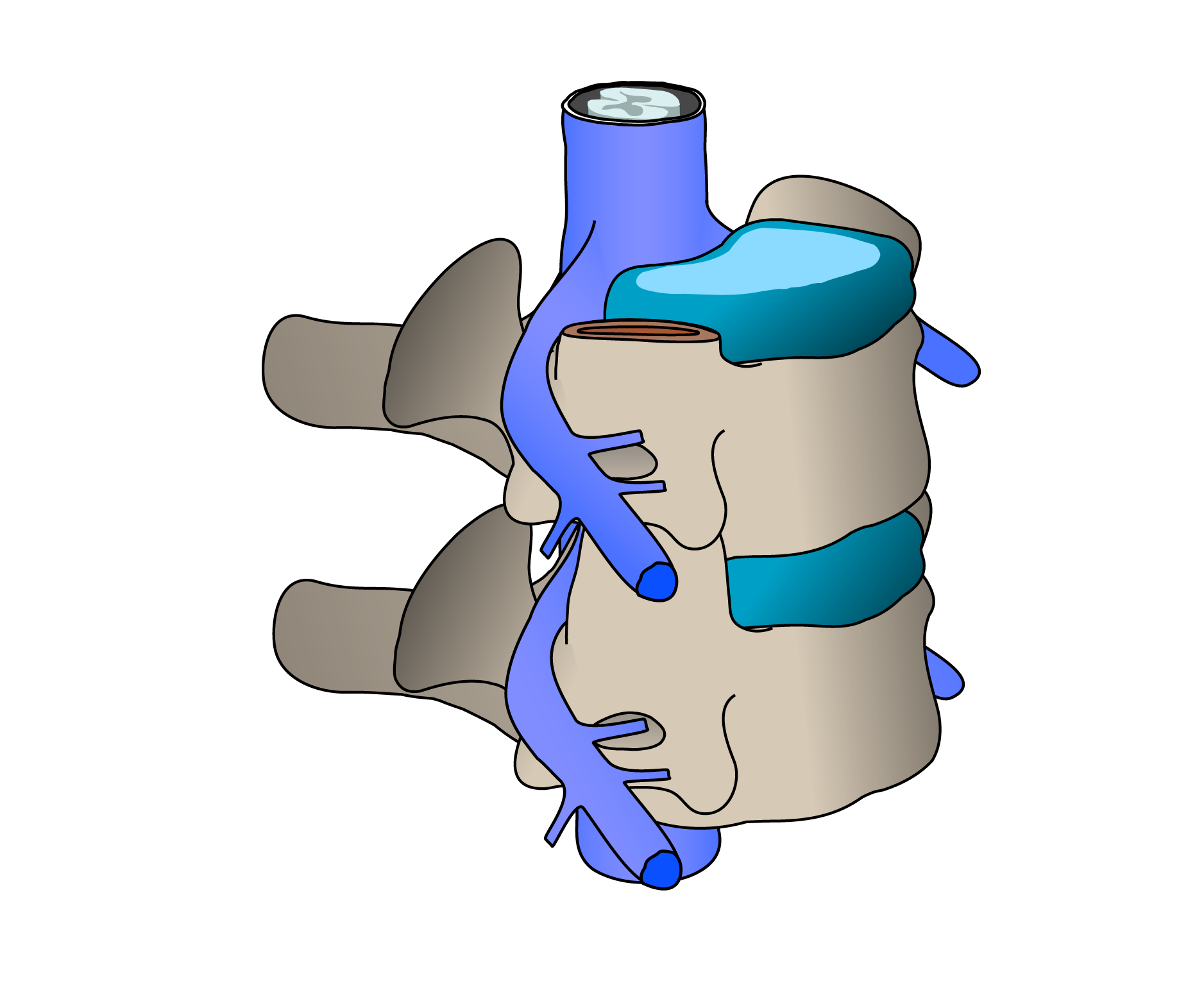
Vertèbre cervicale en vue oblique, en bleu clair est représenté le noyau gélatineux, en vert l'anneau fibreux.

Localisation du disque par rapport à deux vertèbres et aux nerfs spinaux.

Le rapport corpéro-discal (hauteur du disque intervertébral {\displaystyle \div } hauteur du corps de la vertèbre) varie selon le segment du rachis. Plus ce rapport est élevé, plus le segment du rachis sera mobile.
On obtient donc un rapport de :
- 2/5 pour le rachis cervical
- 1/5 pour le rachis thoracique
- 1/3 pour le rachis lombaire

## Structure et origine chez l'Homme

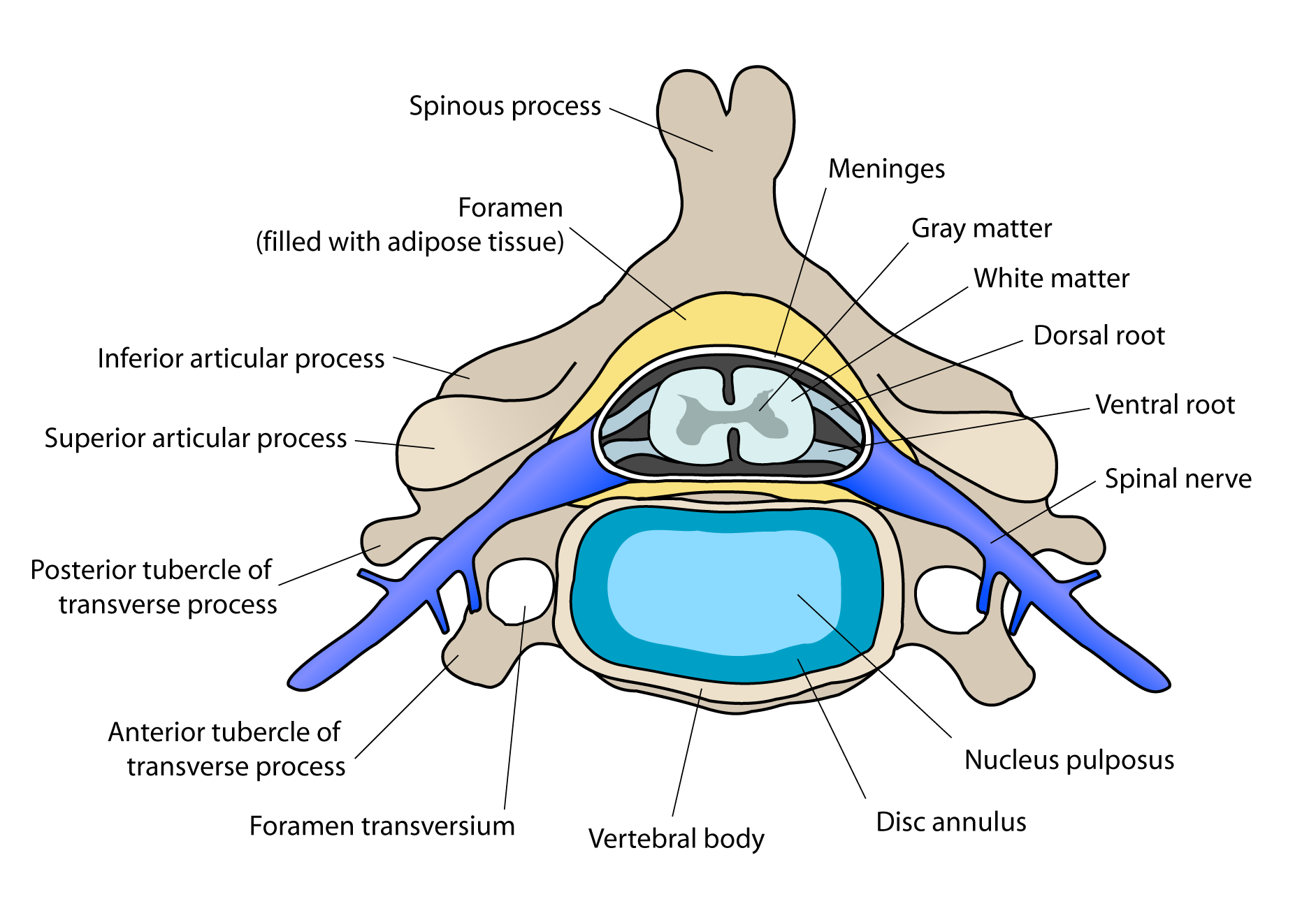
Vertèbre cervicale avec son disque intervertébral

Les disques intervertébraux sont constitués d'un anneau fibreux externe, l'annulus fibrosus, qui entoure une substance gélatineuse interne, le nucleus pulposus. 
- L'anneau de cartilage fibreux (en latin : annulus fibrosus) se compose de plusieurs couches (lames) de fibrocartilage constitué de collagène de type I et de type II. Le type I est concentré à l'extérieur de l'anneau conférant une grande solidité. 
  - Il provient embryologiquement du sclérotome, dérivé des somites.

- Le noyau gélatineux ou noyau pulpeux (en latin : nucleus pulposus) permet lui de distribuer uniformément la pression sur tout le disque et empêche le développement de contraintes qui pourraient endommager les deux vertèbres sous et sus-jacente. Le nucleus pulposus contient des fibres en suspension dans un gel de mucoprotéine. Le noyau du disque agit donc comme l'absorbeur des chocs engendrés par l'activité physique de l'organisme et empêche les impacts entre les vertèbres. 
  - Il s'agit d'un vestige embryologique de la notochorde[2].

On retrouve un disque entre chaque paire de vertèbres, sauf pour le premier segment cervicale, l'atlas. L'atlas peut être grossièrement représenté comme un anneau pivotant autour d'un cône (le processus odontoïde) provenant de l'axis. L'axis est la deuxième vertèbre cervicale et agit comme un poteau autour duquel l'atlas peut tourner, permettant au cou de pivoter.
Il y a 23 disques dans la colonne vertébrale humaine : 6 dans le cou (région cervicale), 12 dans le milieu du dos (région thoracique) et 5 dans le bas du dos (région lombaire). 
La dénomination d'un disque intervertébral est, par exemple, "C5-6" pour celui entre la cinquième et sixième vertèbres cervicales.
Au cours du développement embryonnaire et à la naissance, les disques intervertébraux possèdent une vascularisation directe, mais cette dernière dégénère rapidement ne laissant presque plus aucun approvisionnement sanguin direct chez l'adulte.

## Fonction et composition
Le disque intervertébral a pour fonction de séparer les vertèbres les unes des autres et de permettre le mouvement de ces dernières grâce à ses propriétés d’articulations.
- L'anneau fibreux a pour rôle de compartimenter le gel absorbeur de choc du noyau gélatineux. Il est solide et relativement rigide grâce à sa composition en collagène I et II.

- Le noyau pulpeux (ou gélatineux) se compose de grandes vacuoles de cellules d'origine notochordale, de petites chondrocytes, de fibre de collagène, et de protéoglycanes pouvant s'agréger en se liant à l'acide hyaluronique. Cette liaison forme des glycosaminoglycanes (GAG) pouvant être des sulfates de chondroïtine ou des sulfates de kératane[4]. Ces GAG dit "sulfatés" sont chargés négativement et ont la capacité de retenir l'eau dans les tissus. La quantité de glycosaminoglycanes (et donc d'eau indirectement) dans le noyau gélatineux diminue avec l'âge favorisant les phénomènes de dégénérescence[5].

## Maladies et signes cliniques

### La hernie

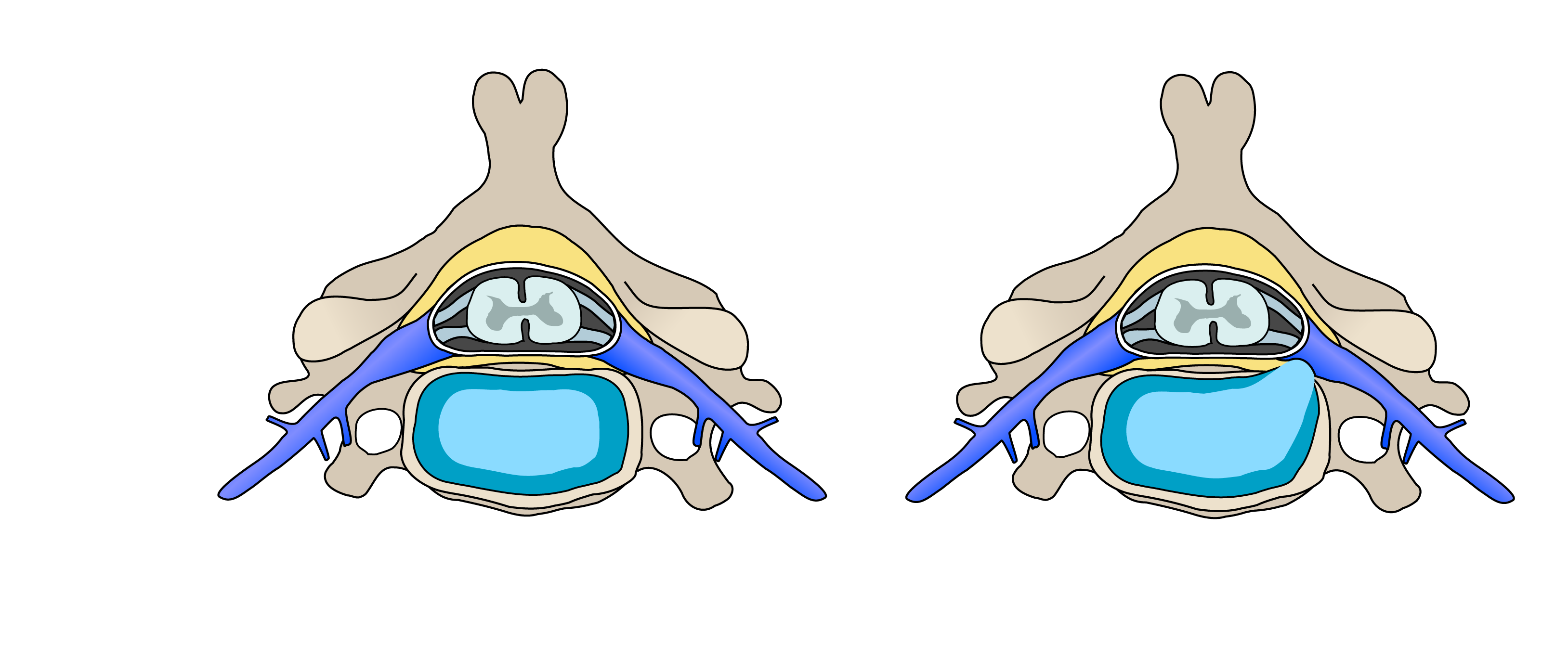
À gauche, disque intervertébral normal. À droite, hernie discale avec déplacement du nucleus pulposus vers les nerfs rachidiens.

La hernie discale se produit lorsque des pressions mécaniques déséquilibrées engendrent la déformation de l'annulus fibrosus, provocant un déplacement d'une partie du noyau gélatineux. Ces événements peuvent se produire à cause d'efforts physiques trop intenses causant une carence en vitamines C, de traumatismes ou à la suite d'une détérioration chronique (généralement caractérisée par une mauvaise posture et associée à des infections Propionbacterium d'acnes). L'annulus fibrosus déformé et le gel du noyau gélatineux vont créer des contraintes latérales et/ou postérieures, gênant les fonctions musculaires proches et appliquant une pression sur les nerfs à proximité (symptômes typiques de racine nerveuse comprimées). Ces symptômes peuvent varier entre la paresthésie, des engourdissements, des douleurs aiguës et/ou chroniques (soit localement, soit au niveau du dermatome desservi par les nerfs piégés) et la perte de tonus musculaire. Le disque ne glisse pas physiquement; il possède seulement des renflements (généralement dans une seule direction). Le syndrome de la queue de cheval peut apparaître à la suite d'une hernie discale. 
Un autre type de hernie du noyau gélatineux peut également se produire en raison de la formation d'un nodule de Schmorl du disque intervertébral. Dans ce cas on la nomme hernie intradiscale.

### La dégénérescence

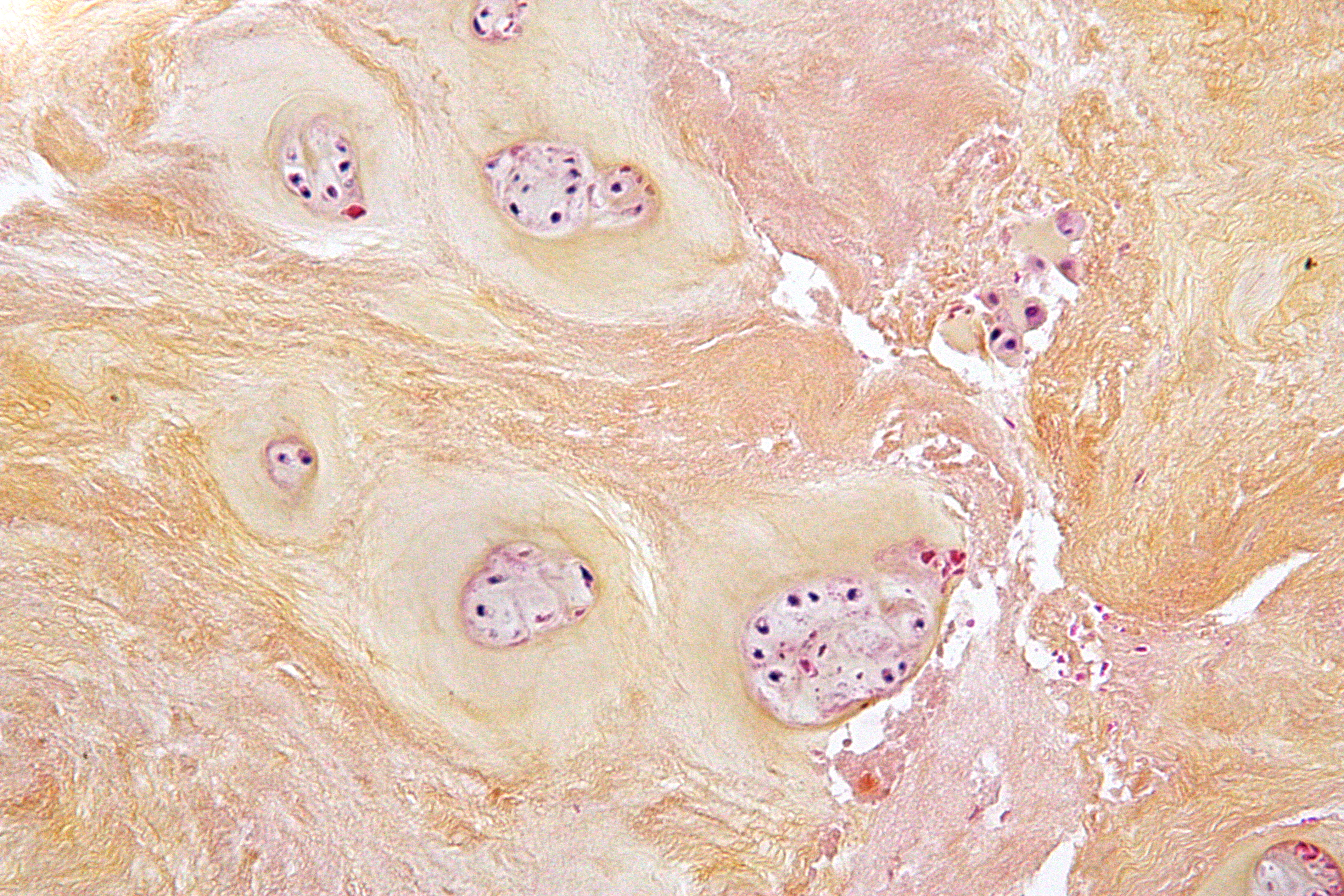
Photomicrographie montrant un fragment d'un disque intervertébral attestant d'une dégénérescence du fibrocartilage, avec perte de chondrocytes et chondroplastes, caractéristique des maladies dégénératives du disque.

Avant l'âge de 40 ans, environ 25 % des personnes montrent des signes de dégénérescence discale à un ou plusieurs niveaux; au-delà de l'âge de 40 ans ce chiffre monte à plus de 60 %. Ces troubles sont notamment diagnostiqués grâce à l'imagerie par résonance magnétique (IRM). Il est important d'étudier cliniquement les disques intervertébraux, dégénérant plus tôt que n'importe quel autre tissus cartilagineux, pour prévenir l’apparition des pathologies pouvant conduire à des maux de dos.
Un des effets du vieillissement, lié de la dégénérescence discale, est la déshydratation du noyau gélatineux associé à une baisse en protéoglycanes dans la matrice extracellulaire, limitant la capacité du disque à absorber les chocs. Un aplatissement général avec l'âge des disques intervertébraux est en partie responsable de la diminution de la taille chez les Hommes (avec l'affaissement de la voûte plantaire et l'apparition de courbure de la colonne vertébrale). L'annulus fibrosus devient lui de plus en plus poreux avec l'âge et entraîne une augmentation de son risque de déchirement. 
D'autres dégénérescences de la colonne vertébrale comme la maladie de Forestier entraînent la calcification/ossification des ligaments entourant les vertèbres. Cette dégénérescence cause des rigidités et parfois même la courbure des régions lombaire et thoraco-lombaire de la colonne vertébrale.

### Lascoliose

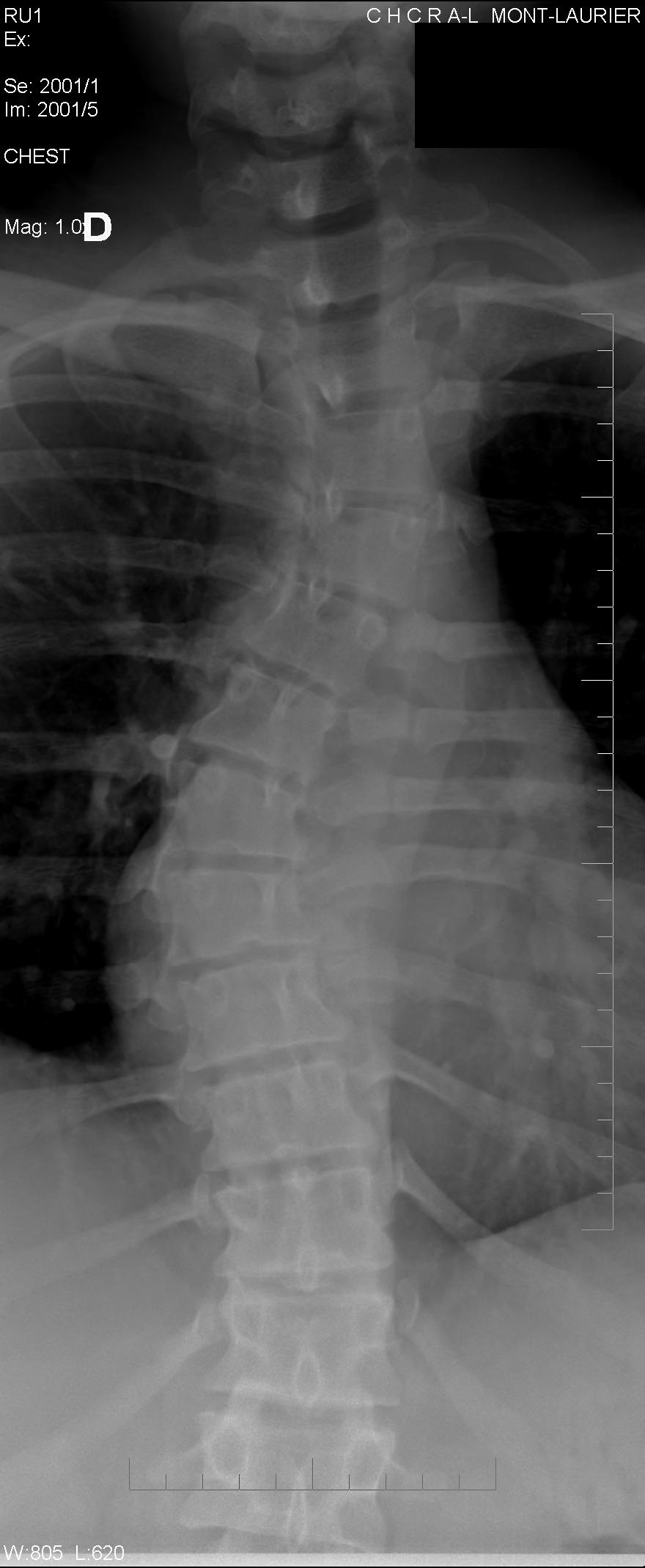
Radiographie à rayon X montrant une scoliose

Même si elle ne cause pas forcément des douleurs chez les patients, elle reste responsable de certaines douleurs chroniques. Elle entraîne des troubles morphologiques de la colonne vertébrale et des disques intervertébraux. Par exemple, les patients atteints de scoliose ont souvent des dépôts de calcium (calcification ectopique) dans les cartilages périphériques et parfois dans le disque lui-même. En plus de la scoliose, qui courbe latéralement la colonne vertébrale en " S ", les vertèbres peuvent également présenter des anomalies entraînant une cyphose (bossu) lié avec l'âge, ou une lordose (creux) qui est souvent liée à la grossesse ou l'obésité.

### Trouble de l'espace entre deux vertèbres
Un trouble de l'espace entre deux vertèbres est généralement détecté par rayons X et caractérise un espace anormal entre deux vertèbres. Chez les patients sains cet espace correspond à l'épaisseur d'un disque intervertébral sain, mais il peut devenir plus élevé dans des cas pathologiques (cas de spondylodiscite avec infection du disque intervertébral).

## Images supplémentaires

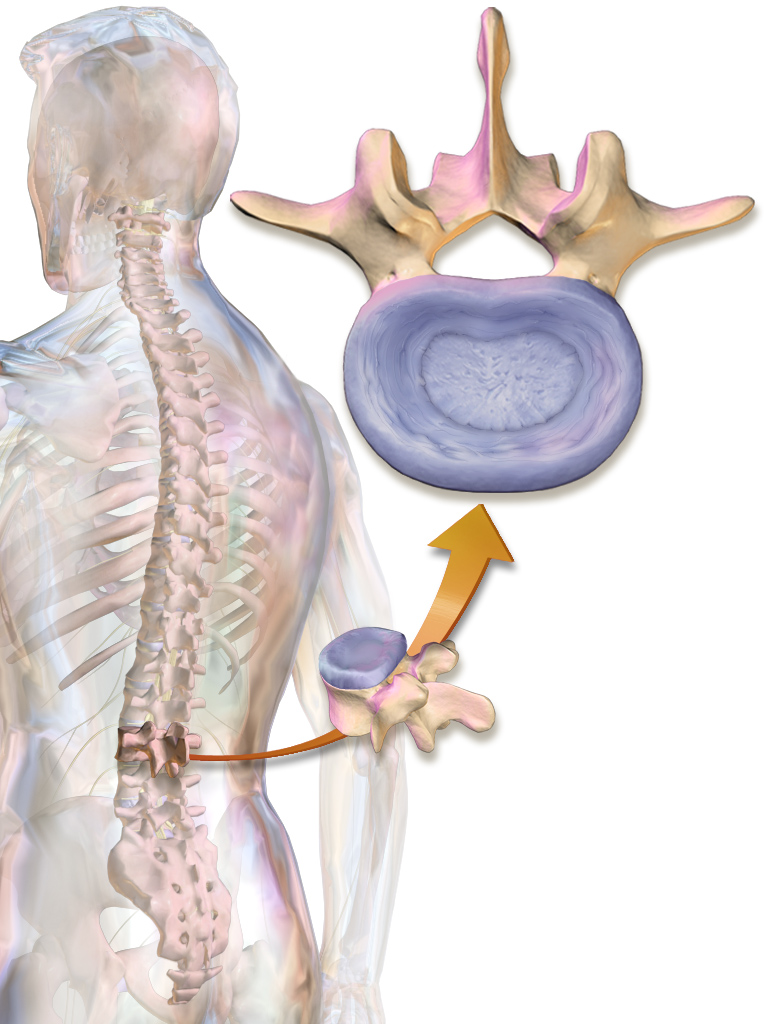
Schéma vertèbre et disque intervertébrale
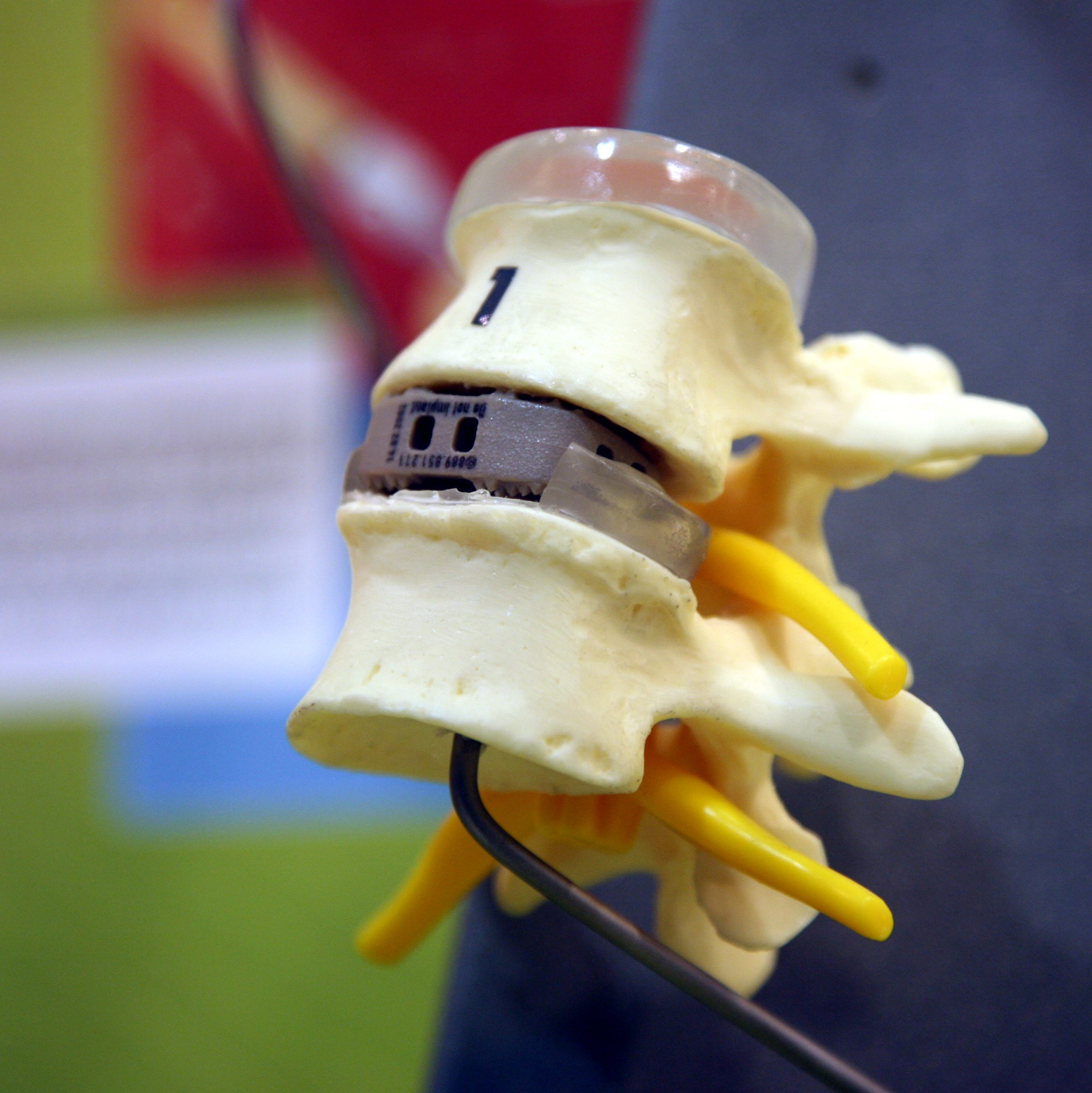
Image d'une cage d'arthrodèse par voie d'abord antérieure, il existe également des prothèses (ou disque artificiel) permettant de conserver la mobilité
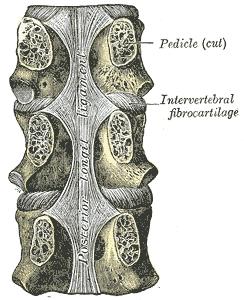
Ligament postérieur longitudinal, dans la région thoracique.
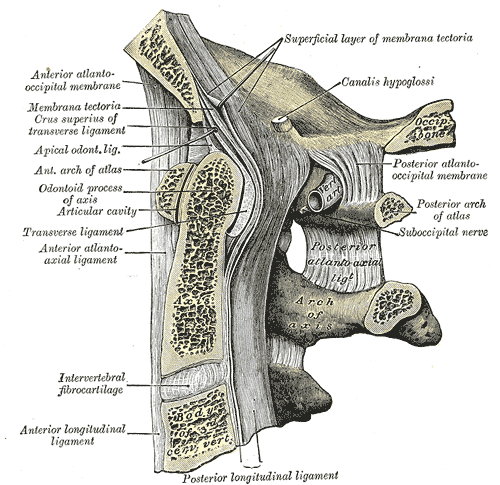
Section sagittale médiale de l'os occipital et des trois premières vertèbres cervicales.
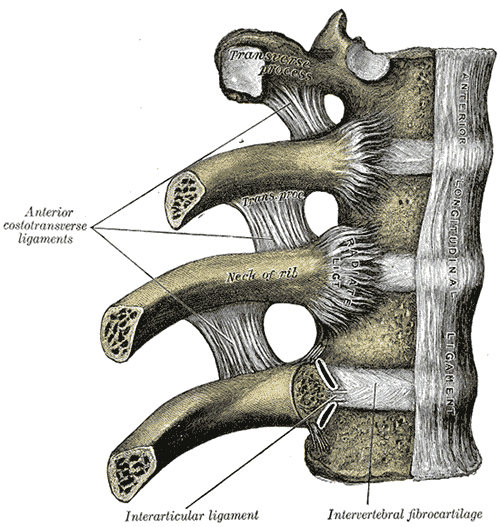
Articulations costo-vertébrales. Vue antérieure en coupe frontale
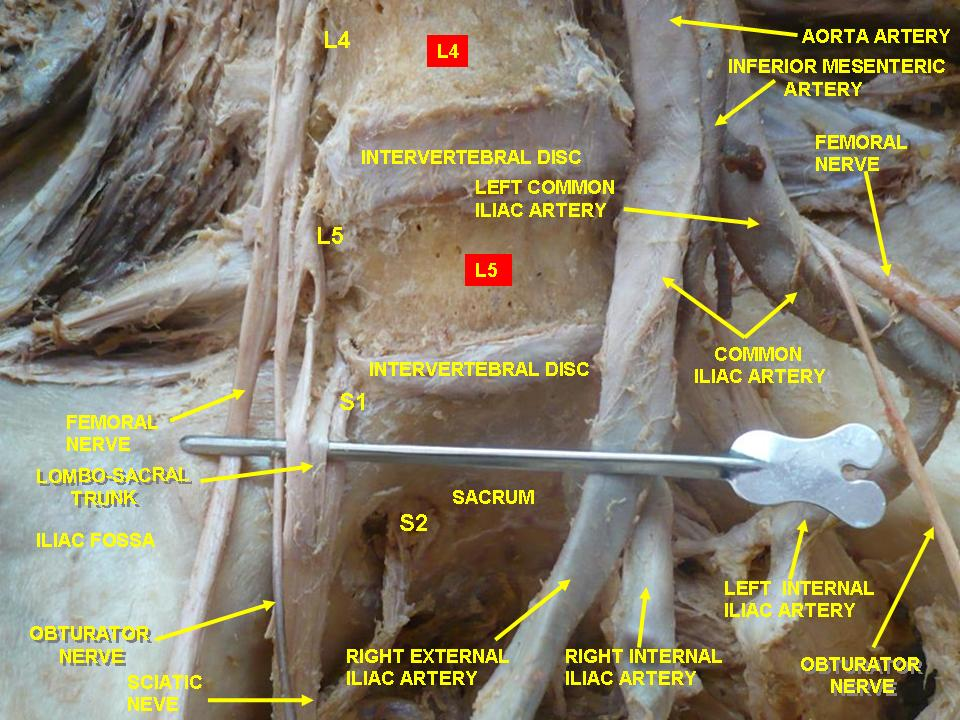
Dissection profonde de la région lombaire et du plexus sacral. Vue antérieure. (1)
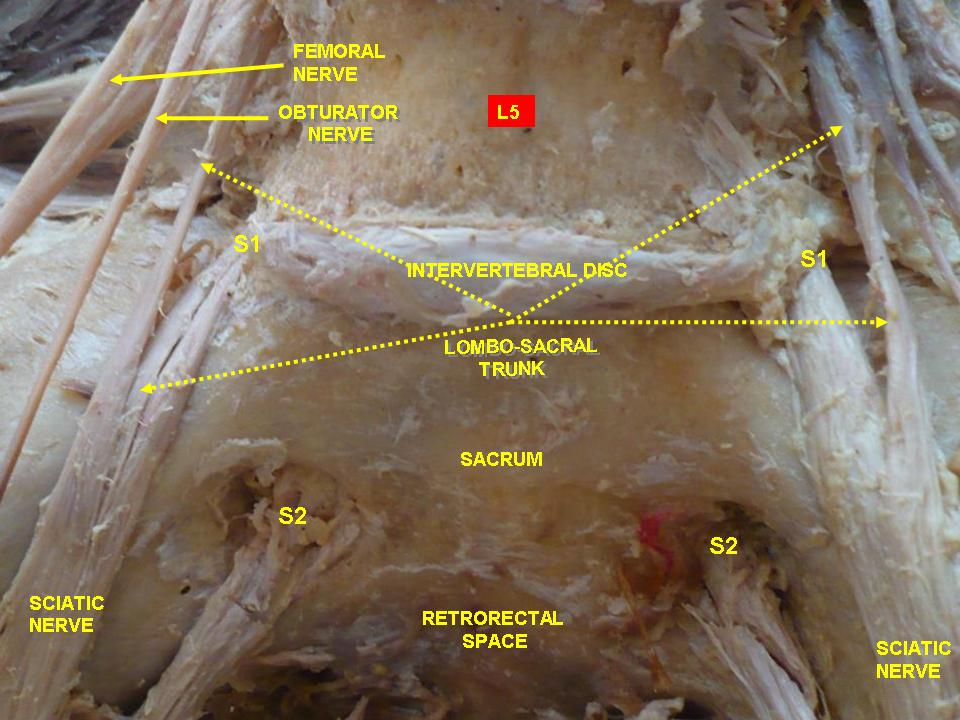
Dissection profonde de la région lombaire et du plexus sacral. Vue antérieure. (2)